# Калюсик
Калю́сик — село в Україні, у Віньковецькій селищній громаді Хмельницького району Хмельницької області. Населення становить 631 особу.

## Географія
У селі Калюсик,річкаБіла впадає у річку Калюс. На північ від села розташований лісовий заказник місцевого значення Урочище «Піддубне».

## Історія
7 (20) листопада 1917 року, відповідно до Третього Універсалу Української Центральної Ради, увійшло до складу Української Народної Республіки.
12 червня 2020 року, відповідно до розпорядження Кабінету Міністрів України № 727-р «Про визначення адміністративних центрів та затвердження територій територіальних громад Хмельницької області», увійшло до складу Віньковецької селищної громади.
19 липня 2020 року, після ліквідації Віньковецького району, село увійшло до Хмельницького району.